# FK Ohrid
FK Ohrid (Macedonisch: ФК Охрид) is een Macedonische voetbalclub uit Ohrid. De club werd opgericht in 1921.
In 2007 keerde de club na vier jaar afwezigheid terug naar de tweede klasse. In 2013 daalde de club af naar de Treta Liga maar nam in de twee volgende seizoenen niet deel aan de competitie. In 2019 slaagde de club erin om weer terug te keren in de Vtora Liga.

## Eindklasseringen
| 4 |

| 1 |

| 8 |

| 13 |

| 10 |

| 12 |

| 3 |

| 4 |

| 8 |

| 7 |

| 18 |

| ? |

| 2 |

| ? |

| 1 |

| 9 |

| 11 |

| 14 |

| 2 |

| 11 |

| 16 |

|  |

|  |

| 1 |

| 5 |

| 10 |

| 1 |

| 9 |

| 2 |

| 7 |

| 7 |

| 5 |

| Prva Liga | Vtora Liga | Treta Liga | Reg. Niv. 4 |

## Bekende (oud-)spelers
De navolgende voetballers kwamen als speler van FK Ohrid uit voor een Europees vertegenwoordigend A-elftal.
| Naam          | Van        | Tot        | Totaal | Nationaal elftal |
| ------------- | ---------- | ---------- | ------ | ---------------- |
| Dančo Celeski | 12.10.1994 | 14.12.1996 | 19     | Macedonië        |

Arsimi ·
Bashkimi ·
Belasica · 
FK Borec
Bregalnica Štip ·
Detonit · 
Kožuv · 
Makedonija · 
Novaci ·
Ohrid · 
Osogovo · 
Pobeda · 
Sasa · 
Skopje · 
Vardar Negotino ·
FK Vardarski